# I kamp med skæbnen
I kamp med skæbnen er en amerikansk stumfilm fra 1916 af Christy Cabanne.

## Medvirkende
- Douglas Fairbanks som Augy Holliday.
- Jewel Carmen som Gladys.
- Howard Gaye som Roland Dabney.
- W.E. Lawrence som Harry Hansum.
- George Beranger som Joe.